# Мисс Гарриет (сборник)
«Мисс Гарриет» (фр. Miss Harriet) — сборник новелл французского писателя Ги де Мопассана, опубликованный в 1884 году.
Большинство произведений ранее публиковались в газетах, таких как «Лё Голуа» (Le Gaulois) и «Жиль Блас» (Gil Blas), и Мопассан пользовался псевдонимом Мофриньёз (Maufrigneuse, бальзаковский персонаж — легкомысленная и фривольная герцогиня из «Человеческой комедии»).
Сборник был опубликован в издательстве Виктора Гаварда и вышел 22 апреля 1884 года.

## Содержание
(порядок рассказов в соответствии с первым изданием)
- Мисс Гарриет / Miss Harriet (1883)
- Наследство / L’Héritage (1884)
- Дени / Denis (1883)
- Осёл / L'Âne (1883)
- Идиллия / Idylle (1884)
- Верёвочка / La Ficelle (1883)
- Гарсон, кружку пива!.. / Garçon, un bock !… (1884)
- Крестины / Le Baptême (1884)
- Сожаление/ Regret (1883)
- Дядя Жюль / Mon oncle Jules (1883)
- В пути / En voyage (1883)
- Старуха Соваж / La Mère Sauvage (1884)

Сборник был хорошо принят читателями, но не смог побить рекорд продажи предыдущего сборника «Сёстры Рондоли», который достиг 9500 экземпляров за два месяца.